# Гайшевці
Гайшевці (словен. Gajševci) — поселення в общині Крижевці, Помурський регіон, Словенія. Висота над рівнем моря: 191,5 м.